# Randusanga Kulon
Randusanga Kulon is een bestuurslaag in het regentschap Brebes van de provincie Midden-Java, Indonesië. Randusanga Kulon telt 6456 inwoners (volkstelling 2010).